# Скворцов, Юрий Михайлович
Ю́рий Миха́йлович Скворцо́в (14 марта 1991, Ленинград) — российский хоккеист, нападающий. Воспитанник петербургского хоккея. В настоящее время играет за команду «СКА-Нева», выступающую в Высшей хоккейной лиге.

## Карьера
Юрий Скворцов начал свою профессиональную карьеру в 2009 году в составе петербургского клуба Молодёжной хоккейной лиги СКА-1946, выступая до этого за фарм-клуб СКА. В своём дебютном сезоне Юрий провёл на площадке 70 матчей, набрав 30 (13+17) очков. В следующем сезоне Скворцов улучшил свои показатели, набрав 36 (12+24) очков в 48 проведённых матчах.
Сезон 2011/12 Юрий также очень результативно начал в составе СКА-1946, а 9 декабря 2011 года в домашнем матче против казанского «Ак Барса», который завершился поражением СКА со счётом 1:4, он дебютировал в Континентальной хоккейной лиге, проведя на площадке почти 8 минут.

## Достижения
- Участник Кубка Вызова 2012.
- Обладатель кубка «Шелкового Пути»
- Серебряный призёр Высшей хоккейной лиги
- Бронзовый призёр Высшей хоккейной лиги

## Статистика выступлений
Последнее обновление: 12 октября 2012 года
|             |             |             | Регулярный сезон | Регулярный сезон | Регулярный сезон | Регулярный сезон | Регулярный сезон | Регулярный сезон | Плей-офф | Плей-офф | Плей-офф | Плей-офф | Плей-офф | Плей-офф |
| Сезон       | Команда     | Лига        | Игр              | Г                | П                | Очк              | +/-              | Штр              | Игр      | Г        | П        | Очк      | +/-      | Штр      |
| ----------- | ----------- | ----------- | ---------------- | ---------------- | ---------------- | ---------------- | ---------------- | ---------------- | -------- | -------- | -------- | -------- | -------- | -------- |
| 2006/07     | СКА-2       | Первая лига | 6                | 0                | 0                | 0                | --               | 4                | —        | —        | —        | —        | —        | —        |
| 2009/10     | СКА-1946    | МХЛ         | 65               | 13               | 17               | 30               | +7               | 24               | 5        | 0        | 0        | 0        | -2       | 2        |
| 2010/11     | СКА-1946    | МХЛ         | 48               | 12               | 24               | 36               | +2               | 52               | —        | —        | —        | —        | —        | —        |
| 2011/12     | СКА-1946    | МХЛ         | 54               | 22               | 23               | 45               | +11              | 54               | 1        | 0        | 0        | 0        | 0        | 2        |
| 2011/12     | ХК ВМФ      | ВХЛ         | 1                | 0                | 0                | 0                | 0                | 0                | —        | —        | —        | —        | —        | —        |
| 2011/12     | СКА         | КХЛ         | 2                | 0                | 0                | 0                | -1               | 2                | —        | —        | —        | —        | —        | —        |
| 2012/13     | СКА-1946    | МХЛ         | 4                | 1                | 3                | 4                | +2               | 14               | —        | —        | —        | —        | —        | —        |
| 2012/13     | ХК ВМФ      | ВХЛ         | 7                | 0                | 0                | 0                | -1               | 4                | —        | —        | —        | —        | —        | —        |
| Всего в КХЛ | Всего в КХЛ | Всего в КХЛ | 2                | 0                | 0                | 0                | -1               | 2                | —        | —        | —        | —        | —        | —        |